# Ornithorhynchidae
Famille
Les Ornithorhynchidae sont une famille de monotrèmes qui a été proposé par John Edward Gray en 1825.
Elle ne contient qu'une seule espèce actuelle : Ornithorhynchus anatinus (Shaw, 1799).

## Liste des genres et des espèces
- Ornithorhynchus Blumenbach, 1800
  - Ornithorhynchus anatinus (Shaw, 1799)
  - † Ornithorhynchus maximus Dun, 1895
- † Monotrematum Pascual, Archer, Jaureguizar, Prado, Godthelp & Hand, 1992
  - † Monotrematum sudamericanum Pascual, Archer, Jaureguizar, Prado, Godthelp & Hand, 1992
- † Steropodon Archer, Flannery, Ritchie & Molnar, 1985
  - † Steropodon galmani Archer, Flannery, Ritchie & Molnar, 1985
- † Obdurodon Woodburne & Tedford, 1975
  - † Obdurodon insignis Woodburne & Tedford, 1975
  - † Obdurodon dicksoni Archer, Jenkins, Hand, Murray & Godthelp, 1992

## Référence
- Gray, 1825 : An outline of an attempt at the disposition of the Mammalia into tribes and families with a list of the genera apparently appertaining to each tribe. Annals of Philosophy, ns 10, p. 337-344.